# Robert Jukl
Robert Jukl (* 28. října 1998) je český profesionální fotbalista, který hraje na pozici záložníka za klub FK Teplice.
Jeho otec Richard Jukl je bývalý ligový fotbalista a v současné době generální manažer FC Hradec Králové.
Jeho bratr Richard Jukl ml. je bývalý ligový fotbalista.

## Klubová kariéra
Robert Jukl je odchovancem FC Hradec Králové. V roce 2020 přestoupil do FK Teplice, kde se postupně vypracoval v oporu záložní řady. V sezóně 2020/21 debutoval v české nejvyšší soutěži a od té doby pravidelně nastupuje za A-tým Teplic.

## Statistiky
| Sezóna  | Klub       | Soutěž       | Zápasy | Góly |
| ------- | ---------- | ------------ | ------ | ---- |
| 2020/21 | FK Teplice | Fortuna:Liga | 26     | 2    |
| 2021/22 | FK Teplice | Fortuna:Liga | 27     | 0    |
| 2022/23 | FK Teplice | Fortuna:Liga | 29     | 1    |
| 2023/24 | FK Teplice | Fortuna:Liga | 29     | 1    |
| 2024/25 | FK Teplice | Fortuna:Liga | 0      | 0    |